# پسرک مادر
پسرک مادر (انگلیسی: Mother's Baby Boy) یک فیلم کمدی صامت کوتاه به تهیه‌کنندگی آرتور هاتلینگ است که در سال ۱۹۱۴ منتشر شد. از بازیگران این فیلم می‌توان به اولیور هاردی اشاره کرد.